# 費氏丙酸桿菌
費氏丙酸桿菌(Propionibacterium freudenreichii)。所生產的二氧化碳製造瑞士乳酪中的孔。此外，瑞士乳酪中的特殊口味，是由於該細菌從葡萄糖所產生的丙酸而造成的。
這種細菌的其他用途包括製造丙酸和維他命B12，此外，它也是一種益生菌。

## 亚种
- 费氏丙酸杆菌费氏亚种 Propionibacterium freudenreichii subsp．freudenreichii 本亚种以首先分离出该物种的瑞士微生物学家E．yon Freudenreich的名字命名。